# Autolytus scheremetevskiyi
Autolytus scheremetevskiyi är en ringmaskart som beskrevs av Averincev 1982. Autolytus scheremetevskiyi ingår i släktet Autolytus och familjen Syllidae. Inga underarter finns listade i Catalogue of Life.